# 찰리 브라운
찰리 브라운(Charlie Brown)은 슐츠가 그린 코믹 스트립 《피너츠》의 주인공이다.
찰리 브라운의 특성과 그의 사건들은 《피너츠》의 작가 슐츠 스스로가 겪은 일에 영감을 받은 것으로, 그는 인터뷰에서 종종 수줍고 내향적인 성격으로 내내 살아왔다고 인정했다. 1997년 5월의 찰스 로즈와의 인터뷰에서 슐츠는 이렇게 말했다. "제가 짐작하건대 많은 만화가들이 구슬픈 감정을 품고 살아가고 있을 겁니다. 왜냐면 만화를 그린다는 것은 여타 유머와 같이 나쁜 사건을 겪음으로써 나오는 것이니까요." 거기에 더해 찰리 브라운과 슐츠 모두 아버지가 이발사이며 어머니는 주부이다. 찰스 브라운의 친구, 예컨대 라이너스와 셔미는 슐츠의 벗 이름을 딴 것이고, 페퍼민트 패티는 모친쪽 친척인 패트리시아 스완슨의 이름에서 착안한 것이다. 그러나 슐츠는 집에 있던 박하사탕을 보고 이름을 떠올렸다고 말했다.

## 성격
그는 주기적으로 고통받는 인물상으로 묘사되며 이는 불안과 자신감 결핍이라는 결과로 나타난다. 또한, 비관적이면서도 낙관적인 태도를 가지고 있다.

## 특징
동네 친구들 모두가(스누피도 포함하여) 선수인 동네 야구팀의 감독이자 투수이다. 하지만 경기의 중요한 순간에 홈런을 내준다거나 도루를 하다 실패해서 경기 이후 몇일간 욕을 먹는다.

## 담당 성우
- Peter Robbins (1963–1969)
- Gary Burghoff (1967 Off-Broadway Musical)
- Chris Inglis (1971)
- Chad Webber (1972–1973)
- Todd Barbee (1973–1974)
- Duncan Watson (1975–1977)
- Dylan Beach (1976)
Arrin Skelley (1977–1980)
- Liam Martin (1978)
- Michael Mandy (1980–1982)
- Grant Wehr (1981)
- Brad Kesten (1983–1985)
- Michael Catalano (1983)
- Brett Johnson (1984–1986)
- Chad Allen (1986)
- Sean Colling (1988)
- Erin Chase (1988–1989)
- Jason Riffle (1988)
- Kaleb Henley (1990)
- Phillip Shafran (1991)
- Justin Shenkarow (1992)
- Jamie E. Smith (1992)
- Jimmy Guardino (1993)
- Steven Hartman (1995–1997)
- Anthony Rapp (1999 Broadway Revival)
- Christopher Ryan Johnson (2000)
- Quinn Beswick (2000)
- en:Wesley Singerman (2002–2003)
- Adam Taylor Gordon (2003)
- Spencer Robert Scott (2006)
- Alex Ferriss (2008–2010)
- Trenton Rogers (2011)
- Noah Schnapp (2015)
- Aiden Lewandowski (2016)
- Gaston Scardovi-Mounier (2018–2019)
- Ethan Pugiotto (2019)
- Jack Fisher (2019-현재)

## 팝
- 찰리 브라운은 토리 에이머스의 1996년 노래 Not the Red Baron에서 이름이 불렸다.